# باربارسکو
باربارسکو (به ایتالیایی: Barbaresco) یک کومونه در ایتالیا است که در استان کونیو واقع شده‌است.

## خصوصیات
باربارسکو ۷٫۶ کیلومترمربع مساحت و ۶۵۶ نفر جمعیت دارد.